# Anderson Luiz de Carvalho
Anderson Luiz de Carvalho, poznat kao Nenê (Jundiai, 19. srpnja 1981.) brazilski je nogometaš koji igra na poziciji napadačkog veznog. Trenutačno igra za Vasco da Gamu.